# Phongthep Kradonchamnan
Phongthep Kradonchamnan (thai: พงษ์เทพ กระโนชำนาญ), född 18 september 1953, var en thailändsk manlig sångare.

## Diskografi
- Huay Taleang (ห้วยแถลง) (1983)
- Trong Sen Khob Faa (ตรงเส้นขอบฟ้า) (1986)
- Yim Ngao Ngao (ยิ้มเหงาๆ) (1988)
- khon Jon Run Mai (คนจนรุ่นใหม่) (1990)
- Jor Poe Loe Jeen Pon Lao (จ.ป.ล. จีนปนลาว) (1991)
- Jao Sao Phee Suea (เจ้าสาวผีเสื้อ) (2000)
- Khai Ngwea Song Kwai Riean (ขายงัวส่งควายเรียน) (2006)
- Mon Kan Mueng (มนต์การเมือง) (2010)